# Bedford (Iowa)

Miasto Bedford w stanie Iowa i hrabstwie Taylor

Bedford – miasto w stanie Iowa w hrabstwie Taylor w Stanach Zjednoczonych.

## Demografia
- Powierzchnia: 4,2 km²
- Ludność: 1503 (2023)[1]